# Clavularia moresbii
Clavularia moresbii is een zachte koraalsoort uit de familie Clavulariidae. De koraalsoort komt uit het geslacht Clavularia. Clavularia moresbii werd in 1915 voor het eerst wetenschappelijk beschreven door Hickson. 